# Copa Libertadores 1986
Copa Libertadores 1986 var 1986 års säsong av Copa Libertadores som vanns av River Plate från Argentina efter en finalseger mot América de Cali från Colombia. 2 lag från varje land i CONMEBOL deltog, vilket innebar 20 länder. Dessutom var ett lag kvalificerat som regerande mästare. De första 20 lagen delades upp i fem grupper om fyra lag där varje gruppvinnare gick vidare till en andra gruppspelsfas. Där delades de fem gruppvinnarna och det regerande mästarlaget upp i två grupper om tre lag. De två gruppvinnarna fick mötas i final.
Varje grupp representerades av två länder, med två lag från vardera lag.
- Grupp 1: Argentina och Uruguay
- Grupp 2: Chile och Colombia
- Grupp 3: Bolivia och Peru
- Grupp 4: Brasilien och Ecuador
- Grupp 5: Paraguay och Venezuela

## Första gruppspelet

### Grupp 1
| Nr | Lag                  | S | V | O | F | GM | IM | MS | P  |
| -- | -------------------- | - | - | - | - | -- | -- | -- | -- |
| 1  | River Plate          | 6 | 5 | 1 | 0 | 13 | 4  | +9 | 11 |
| 2  | Montevideo Wanderers | 6 | 3 | 0 | 3 | 10 | 10 | 0  | 6  |
| 3  | Boca Juniors         | 6 | 2 | 2 | 2 | 7  | 8  | −1 | 6  |
| 4  | Peñarol              | 6 | 0 | 1 | 5 | 4  | 12 | −8 | 1  |

| Hemma \ Borta        | Argentina | Uruguay | Uruguay | Argentina |
| Boca Juniors         | —         | 3–2     | 1–1     | 1–1       |
| Montevideo Wanderers | 2–0       | —       | 1–0     | 0–2       |
| Peñarol              | 1–2       | 1–3     | —       | 0–2       |
| River Plate          | 1–0       | 4–2     | 3–1     | —         |

### Grupp 2
| Nr | Lag                  | S | V | O | F | GM | IM | MS | P |
| -- | -------------------- | - | - | - | - | -- | -- | -- | - |
| 1  | América de Cali      | 6 | 3 | 3 | 0 | 8  | 4  | +4 | 9 |
| 2  | Deportivo Cali       | 6 | 2 | 3 | 1 | 8  | 5  | +3 | 7 |
| 3  | Cobresal             | 6 | 1 | 5 | 0 | 5  | 4  | +1 | 7 |
| 4  | Universidad Católica | 6 | 0 | 1 | 5 | 5  | 13 | −8 | 1 |

| Hemma \ Borta        | Colombia | Chile | Colombia | Chile |
| América de Cali      | —        | 0–0   | 0–0      | 2–1   |
| Cobresal             | 2–2      | —     | 1–1      | 1–1   |
| Deportivo Cali       | 0–1      | 1–1   | —        | 3–1   |
| Universidad Católica | 1–3      | 0–1   | 1–3      | —     |

### Grupp 3
| Nr | Lag               | S | V | O | F | GM | IM | MS | P |
| -- | ----------------- | - | - | - | - | -- | -- | -- | - |
| 1  | Bolívar           | 6 | 4 | 1 | 1 | 12 | 7  | +5 | 9 |
| 2  | Jorge Wilstermann | 6 | 3 | 0 | 3 | 11 | 8  | +3 | 6 |
| 3  | Universitario     | 6 | 3 | 0 | 3 | 9  | 11 | −2 | 6 |
| 4  | UTC               | 6 | 1 | 1 | 4 | 7  | 13 | −6 | 3 |

| Hemma \ Borta     | Bolivia | Bolivia | Peru | Peru |
| Bolívar           | —       | 2–0     | 4–0  | 2–1  |
| Jorge Wilstermann | 1–2     | —       | 4–0  | 2–0  |
| Universitario     | 3–0     | 1–2     | —    | 2–0  |
| UTC               | 2–2     | 3–2     | 1–3  | —    |

### Grupp 4
| Nr | Lag             | S | V | O | F | GM | IM | MS | P |
| -- | --------------- | - | - | - | - | -- | -- | -- | - |
| 1  | Barcelona       | 6 | 2 | 4 | 0 | 7  | 5  | +2 | 8 |
| 2  | Coritiba        | 6 | 2 | 3 | 1 | 8  | 5  | +3 | 7 |
| 3  | Deportivo Quito | 6 | 2 | 3 | 1 | 12 | 11 | +1 | 7 |
| 4  | Bangu           | 6 | 0 | 2 | 4 | 6  | 12 | −6 | 2 |

| Hemma \ Borta   | Brasilien | Ecuador | Brasilien | Ecuador |
| Bangu           | —         | 1–2     | 1–1       | 3–3     |
| Barcelona       | 1–0       | —       | 1–1       | 3–3     |
| Coritiba        | 2–0       | 0–0     | —         | 3–1     |
| Deportivo Quito | 3–1       | 0–0     | 2–1       | —       |

### Grupp 5
| Nr | Lag      | S | V | O | F | GM | IM | MS | P |
| -- | -------- | - | - | - | - | -- | -- | -- | - |
| 1  | Olimpia  | 2 | 2 | 0 | 0 | 5  | 2  | +3 | 4 |
| 2  | Nacional | 2 | 0 | 0 | 2 | 2  | 5  | −3 | 0 |

| Hemma \ Borta | Paraguay | Paraguay |
| Nacional      | —        | 1–2      |
| Olimpia       | 3–1      | —        |

## Andra gruppspelet

### Grupp 1
| Nr | Lag                | S | V | O | F | GM | IM | MS | P |
| -- | ------------------ | - | - | - | - | -- | -- | -- | - |
| 1  | River Plate        | 4 | 2 | 1 | 1 | 7  | 3  | +4 | 5 |
| 2  | Argentinos Juniors | 4 | 2 | 1 | 1 | 3  | 1  | +2 | 5 |
| 3  | Barcelona          | 4 | 1 | 0 | 3 | 2  | 8  | −6 | 2 |

| Hemma \ Borta      | Argentina | Ecuador | Argentina |
| Argentinos Juniors | —         | 1–0     | 0–0       |
| Barcelona          | 1–0       | —       | 0–3       |
| River Plate        | 0–2       | 4–1     | —         |

### Grupp 2
| Nr | Lag             | S | V | O | F | GM | IM | MS | P |
| -- | --------------- | - | - | - | - | -- | -- | -- | - |
| 1  | América de Cali | 4 | 2 | 1 | 1 | 4  | 4  | 0  | 5 |
| 2  | Olimpia         | 4 | 1 | 2 | 1 | 5  | 4  | +1 | 4 |
| 3  | Bolívar         | 4 | 1 | 1 | 2 | 5  | 6  | −1 | 3 |

| Hemma \ Borta   | Colombia | Bolivia | Paraguay |
| América de Cali | —        | 2–1     | 1–0      |
| Bolívar         | 2–0      | —       | 1–1      |
| Olimpia         | 1–1      | 3–1     | —        |

## Final
|  |  | América de Cali | 1 – 2 | River Plate |  |  |
|  |  |                 |       |             |  |  |
|  |  |                 |       |             |  |  |
|  |  |                 |       |             |  |  |

|  |  | River Plate | 1 – 0 | América de Cali |  |  |
|  |  |             |       |                 |  |  |
|  |  |             |       |                 |  |  |
|  |  |             |       |                 |  |  |

River Plate vinnare av Copa Libertadores 1986.